# کرفزه
کرفزه (به آلمانی: Krevese) یک منطقهٔ مسکونی در آلمان است که در استربورگ (آلتمارک) واقع شده‌است. کرفزه ۵۳۱ نفر جمعیت دارد.